# Łąka (województwo dolnośląskie)
Łąka (niem. Wiesau) – wieś w Polsce położona w województwie dolnośląskim, w powiecie bolesławieckim, w gminie Bolesławiec.

## Położenie
Wieś leży w Borach Dolnośląskich nad Bobrem przy drodze DW297.
W latach 1975–1998 miejscowość administracyjnie należała do województwa jeleniogórskiego.

## Historia
W 1305 zapisana jako Pratum, a w 1390 jako Wese. W okresie międzywojennym prowadzono tu rozległe wykopaliska archeologiczne, podczas których znaleziono m.in. kamienny toporek i cmentarzysko z czasów kultury łużyckiej.

### Obóz, filiaGroß-Rosen
W miejscowości znajdowała się filia obozu koncentracyjnego Groß-Rosen.

## Gospodarka
W latach 1940–1945 w miejscowości Wiesau budowana była huta miedzi. Realizacje zadania powierzono firmie BUHAG, a projekt przygotowała Klockener-Humboldt Deutz A.G. Huta miała obsługiwać dolnośląskie kopalnie miedzi, a szczególnie Konrad. Miedź z szybów K-I, K-II i Lubichów można było transportować za pomocą wiszącej kolejki linowej.
Od 1948 roku działały tu Zakłady Chemiczne Wizów S.A. (w roku 2012 firma została wykreślona z rejestru przedsiębiorców.) zlokalizowane początkowo w budynkach huty miedzi, która uległa dewastacji w wyniku działań wojennych i mimo działań skierowanych na odbudowę huty, pod koniec lat 40 XX wieku huta zostaje ostatecznie zamknięta. Dzieje się to po nieudanej próbie przetopu złomu wojennego – zakończonej wybuchem pieca szybowego.
Zakłady Chemiczne "Wizów" produkowały początkowo kwas siarkowy, później również kwas fosforowy i sole fosforowe wykorzystywane w produkcji detergentów. Pozostałością po zakładach chemicznych jest hałda fosfogipsów w północnej części "Wizowa".